# Первая баронская война
Первая баронская война — гражданская война в Англии между силами группы мятежных баронов во главе с Робертом Фиц-Уолтером и при поддержке французской армии, с одной стороны, и силами короля Иоанна Безземельного (отказавшегося соблюдать Великую хартию вольностей) — с другой.

## Предыстория
После того,  как король Англии Иоанн отказался соблюдать Великую хартию вольностей,  бароны вновь взялись за оружие. Они планировали взять под стражу Иоанна во время похода на Уэльс, где восстал князь Лливелин. Однако английскому королю удалось договориться с Лливелином (тот согласился принести оммаж Иоанну и взял его внебрачную дочь в жены), а вот действия заговорщиков были неудачными. Некоторых из них арестовали, а Роберт де Рос вынужден был бежать за границу.

## Причины конфликта
- Повышение денежных налогов и сборов
- Нетактичное поведение короля в отношении знати
- Слабость короля как личности
- Недовольство королевской политикой
- Конфискация королём баронских земель в пользу своих сторонников и родных
- В неудачной войне с Францией потерял почти все свои владения в Европе, за исключением Аквитании.
- Мирный договор с Филиппом II и замужество племянницы английского короля за сыном Филиппа
- Конфликт с папой Иннокентием III. Папа наложил на Англию Интердикт (1208), а в 1209 году отлучил от Церкви её короля.